# سیارک ۱۷۱۳۹۶
سیارک ۱۷۱۳۹۶ (به انگلیسی: 171396 Miguel، نامگذاری:2006QH33)۱۷۱۳۹۶مین سیارک کشف شده‌است که در ۲۴ اوت ۲۰۰۶ کشف شد.